# Generator Rex
Generator Rex è una serie animata statunitense prodotta e trasmessa da Cartoon Network. La prima puntata è andata in onda negli Stati Uniti il 23 aprile 2010. In Italia è stata trasmessa dal 10 gennaio 2011 su Cartoon Network, e dal 5 settembre 2011 in chiaro su Boing. Dal 9 settembre 2011 su Cartoon Network parte la seconda stagione; segue poi la terza.

## Trama
La serie si svolge cinque anni dopo l'esplosione avvenuta in un laboratorio, dove alcuni scienziati stavano lavorando al Progetto Nanites, iniziato per creare una soluzione a molte malattie. Dopo quel tragico avvenimento, sono stati rilasciati nell'atmosfera miliardi di nanomacchinari, i Nanites, infettando tutta la flora e la fauna del pianeta (umanità compresa), rivoltando l'equilibrio naturale.
Mentre la maggior parte degli organismi non ne ha risentito immediatamente, molti altri, con un numero più alto di Nanites attivi nell'organismo, sono stati trasformati geneticamente da questi in creature mostruose che hanno perso la ragione, diventando molto aggressive, i cosiddetti E.V.O. (Organismi Esponenzialmente Variegati, Exponentially Variegated Organisms in inglese), chiamati così dalla dottoressa Holiday. Per proteggere l'umanità dalla minaccia degli E.V.O., viene creata un'organizzazione armata, la Providence, impegnata a combattere gli E.V.O. in tutto il mondo e a curarli con l'aiuto di Rex.
Rex è l'arma segreta e la punta di diamante della Providence; un ragazzo quindicenne che ha perso la memoria svariate volte dopo l'esplosione ma che, come altri pochi individui, è in grado di controllare i suoi Nanites, trasformandoli in veicoli e armi di svariato tipo per combattere e, in seguito, guarire gli E.V.O. Il Capo della Providence è Blanco Domino, ex partner dell'agente Sei, unico essere rimasto "puro" al mondo e intenzionato a rimanere tale.

## Personaggi

### Principali
Rex Salazar
È il protagonista della serie. Rex è un ragazzo sedicenne "infettato" dai Nanites, quindi un E.V.O. In lui tuttavia c'è qualcosa di diverso dagli altri E.V.O. perché, a differenza della maggior parte di essi, riesce a controllare i suoi Nanites e a trasformare a piacimento parti del suo corpo in potenti armi. Ma l'abilità più importante che possiede è la capacità di "curare" gli altri E.V.O., assorbendo i loro Nanites attivi. Inoltre, Rex può controllare qualunque macchinario tecnologico nel momento in cui viene a contatto con esso. I suoi poteri sono strettamente legati al suo stato emotivo: rischia di perdere i poteri e fallire se ha poca fiducia in sé, se è agitato o se ha un conflitto interiore.
Indossa sempre una T-shirt bianca nella parte inferiore e blu in quella superiore, con due piccole strisce arancioni nella parte sinistra; una giacca rossa con bande arancioni sulle braccia; dei guanti nero-blu col polsino arancione; pantaloni con strisce azzurre ai lati delle gambe e sulle ginocchia; un paio di scarpe nere; un paio di occhialini (che si trasformano in una specie di visore tecnologico nella terza stagione), tratto distintivo del suo personaggio.
Nella seconda stagione, grazie al fratello Caesar, scopre di avere origini argentine e svizzere, che da piccolo voleva suonare la fisarmonica e i nomi dei suoi genitori: suo padre, Rafael Salazar e sua madre, Violetta Salazar.
Rex oltre ad avere la capacità di creare potenti armi possiede capacità fisiche sovrumane: la sua resistenza è tale da poter sopravvivere ad una pressione idrostatica talmente alta che nessun altro E.V.O. umanoide sarebbe in grado di sopportare, riuscendo anche a sollevare le enormi macchine che crea (nonostante pesino quintali). Possiede un fattore rigenerante che guarisce le sue ferite e lo rende immune ad anestetici, a molti tipi di veleno e a tutti i tipi gas; tuttavia i Nanites possono annullare questo potere rigenerativo quando ha bisogno di fare un'operazione che richiede l'uso dell'anestesia. È doppiato in italiano da Sacha De Toni.
Agente Sei
Semplicemente conosciuto come Sei, è il partner di Rex e un membro della Providence. Le sue armi sono due spade pieghevoli (katana) che unite possono trasformarsi in "calamite" e una tavola volante. Porta sempre occhiali neri e un vestito verde elegante. Nonostante il suo aspetto esteriore privo di emozioni, ha una certa simpatia per Rex. È il sesto uomo più letale nel mondo (donde il nome). Lui e la dottoressa Holiday stanno insieme dopo aver curato la sorella di quest'ultima. È doppiato in italiano da Mimmo Strati.
Dott.ssa Rebecca Holiday
È una scienziata membro della Providence. Lei è l'unica che vede Rex diverso da una macchina, a differenza di Sei. Il nome dei mutamenti causati dai Nanites si deve a lei, in quanto alla fondazione della Providence, anche non avendo nessuna autorità a quel tempo, perché era semplicemente l'assistente del Dr. Fell, credeva di poter trovare una terza opzione, una cura, contro gli E.V.O. Porta sempre un camice bianco sopra i vestiti e un paio di stivali neri, mentre quando effettua indagini sul campo è solita indossare un'uniforme da combattimento della Providence. Inoltre ha una buona dimestichezza con le armi da fuoco in caso di necessità. È doppiata in italiano da Valentina Mari.
Bobo Haha
È una scimmia E.V.O., che grazie ai Nanites ha assunto un'intelligenza umana ed ora è in grado di parlare. È il migliore amico di Rex alla Providence e a volte ha anche una cattiva influenza su di lui. Tiene alto il morale con le sue battute frequenti. Indossa maglietta e pantaloncini di colore grigio-verde, una benda sull'occhio sinistro ed un fez rosso. Come armi usa due pistole laser. È doppiato in italiano da Mimmo Strati.
Noah Nixon
È il migliore amico di Rex, inizialmente assunto da Blanco Domino per tenerlo a bada, diventerà effettivamente amico di Rex con il quale condividerà diverse avventure. Nel 1º episodio della 2ª Stagione: nell'episodio "Un amico scatenato" diviene un E.V.O. a causa di Van Kleiss. È doppiato in italiano da Daniele Raffaeli.
Blanco Domino
Il leader della Providence, è l'unico essere umano senza Nanites sul pianeta. Rimasto chiuso in una camera di dissezione molecolare, fu salvato da Rex, ancora piccolo, prima di evaporare completamente. In compenso andarono distrutti i suoi Nanites. Per ciò vive in una camera isolata dalla quale comunica attraverso viewscreen ed esce indossando una tuta speciale solo di rado, anche se nell'episodio "Pandemia" esce dal suo ufficio e combatte a fianco di Rex con un'armatura che ricorda l'armatura di Iron Man. Si scopre poi che all'inizio lui e l'agente Sei lavoravano in coppia. Nell'edizione americana è noto col nome di White Knight (Cavaliere Bianco).
Circe
Una ragazza che modellando il suo viso in una bocca spaventosa, riesce ad attirare altri E.V.O. con un urlo. Rex è innamorato di lei e viceversa, ma i loro destini li porteranno a separarsi, anche se continueranno tuttavia a volersi bene.
Caesar Salazar
È uno degli scienziati che ha creato i Nanites ed è il fratello di Rex, con cui condivide le origini, la carnagione, gli occhi marroni, i capelli neri, il senso dell'umorismo e la lealtà. Rintraccia il fratello tramite il Nanite Omega-1 ordinandogli di costruire una macchina che l'avrebbe aiutato a trovarlo. Ha l'abitudine di agire come "scienziato pazzo" (sembra anche essere consapevole della sua pazzia) ed è anche molto ottimista e protettivo nei confronti del fratello. Ha dei gusti strani: ama la pizza con fette di salmone e ananas.
Dr. Gabriel Rylander
Scienziato che lavorava insieme a Van Kleiss, Cesar e i genitori di Rex per i Nanites, custodisce il Nanite Omega-1 che inietta nel corpo di Rex durante l'attacco al suo laboratorio da parte di Van Kleiss. Poco dopo attiva una specie di teletrasportato ed esilia sé stesso e Van Kleiss in un'altra dimensione.
Beverly Holiday
È la sorella minore della dottoressa Holiday. All'inizio della serie appare come un E.V.O. ragnesco ritenuto incurabile e rinchiuso in una cella situata nello zoo della Providence perché troppo pericolosa. In cambio della sua vita, sua sorella decise di lavorarvi. In "Riunione di famiglia" viene finalmente curata dalla macchina del dottor Branden Moses modificata dalla sorella dopo che questo era stato sconfitto da Rex e Sei per le sue intenzioni malvagie e si rivela essere una bella ragazza dai capelli castani e gli occhi verdi della stessa età di Rex e con il carattere allegro e vivace.

### Antagonisti
Van Kleiss
È il leader di Abissus (il luogo in cui avvenne la grande esplosione) e del branco, arcinemico di Rex. Anch'esso un E.V.O., dice di sapere molto sul passato di Rex e afferma che entrambi si trovavano lì al momento dell'esplosione. Anche Van Kleiss può controllare i Nanites, ma i suoi sono instabili, non a caso ha bisogno sempre di una fornitura fresca di Nanites. Ha diverse parti meccaniche che vanno dal braccio destro al petto. Quando assorbe i Nanites di Rex egli acquista la capacità di creare E.V.O. al suo servizio e lasciando su di loro l'impronta del suo braccio meccanico. Nell'episodio "Leoni e agnelli" viene spedito indietro nel tempo, più precisamente nell'antico Egitto, da Breach. Ricomparirà poi nella terza stagione grazie ad una macchina del tempo costruita da lui. Sempre nella terza stagione, farà finta di aver perso la coscienza e gli sarà cresciuta la barba. È uno dei pochi sfuggiti alla cura globale di Rex. È doppiato in italiano da Massimo Bitossi.
Branco
È composto da E.V.O. che sono al servizio del malvagio Van Kleiss e che sono tutti sfuggiti (eccetto Circe) alla cura planetaria di Rex. Essi sono:
- Biowulf: un lupo meccanico capo del Branco quando non c'è Van Kleiss nonché uno dei più forti ed il più intelligente di tutto il branco;
- Skalamander: una sorta di grossa lucertola con la testa messa in verticale girata lateralmente, che spara cristalli dal suo braccio sinistro e che ha 4 gambe;
- Breach: una ragazza con una divisa scolastica, che è capace di aprire vari portali e andare da un posto all'altro in pochi secondi, il cui aspetto è caratterizzato da quattro braccia delle quali le superiori sono ingigantite.

Nera Domino
Diventa il capo della Providence dopo Blanco Domino (in originale il suo nome è appunto Black Knight, ossia Cavaliere Nero) e, al contrario del suo predecessore cerca di impossessarsi (insieme al Consorzio) dei Meta-Nanites, 5 Nanites speciali che conferiscono al loro possessore il controllo dell'universo. Nell'episodio della prima parte di "Fine dei giochi" si scopre che è un E.V.O. con poteri (e quindi si pensa anche con Nanites) simili a Rex, e quindi è una degli arcinemici del protagonista. Sempre nello stesso episodio diventa una specie di E.V.O. robotico con gli stessi poteri di Rex perché (a causa di quest'ultimo) assorbe solo il potere del Meta-Nanite della meccanica. È una delle poche persone sfuggite alla cura planetaria di Rex.
Consorzio
È una potente organizzazione che sostiene la Providence e sono i superiori di Nera Domino. Si sa poco di questa organizzazione, ma sembra che fossero i finanziatori del Progetto Nanites, le cui scoperte potevano garantire loro l'immortalità e molto altro. I membri del Consorzio sono:
- Reddick: un agente immobiliare e socio edile. Dopo aver assorbito uno dei Meta-Nanites è diventato una specie di E.V.O. robotico con la capacità di controllare la gravità, cosa che gli permetteva anche di volare. È una delle poche persone sfuggite alla cura planetaria di Rex;
- Roswellun uomo d'affari del sud che si occupa di petrolio e minerali. Dopo aver assorbito uno dei Meta-Nanites è diventato una specie di E.V.O. robotico con la capacità di controllare gli elementi naturali, in particolare il fuoco e il ghiaccio. È una delle poche persone sfuggite alla cura planetaria di Rex;
- Anthony Haden-Scottun media associate britannico in tutto il mondo. Dopo aver assorbito uno dei Meta-Nanites è diventato una specie di E.V.O. robotico con la capacità di controllare la materia e l'energia, nonché la capacità di volare. È una delle poche persone sfuggite alla cura planetaria di Rex;
- Xanubianun trafficante di armi afroamericano e socio dell'industria navale. Dopo aver assorbito uno dei Meta-Nanites è diventato una specie di E.V.O. robotico con la capacità di controllare il tempo e lo spazio. È una delle poche persone sfuggite alla cura planetaria di Rex;
- Vostokun finanziere del mercato nero e agente del KGB. Era con il Consorzio quando Nera Domino ha realizzato i suoi piani per riavviare il progetto Nanites. Vostok aveva dei dubbi sul complotto di Nera Domino che l'aveva portata a ucciderlo quando erano soli. Nera Domino ha detto agli altri membri del Consorzio che il nemico era responsabile della morte di Vostok.

Senzafaccia
Senzafaccia è un E.V.O. che controlla tutti gli altri all'interno del nido di vespe, ha un aspetto simile ad un insetto, quattro braccia e non ha il viso. Riesce a comunicare con Rex grazie al fatto che è anch'esso un E.V.O., si vede la sua forma umana quando viene investito dall'onda della cura planetaria di Rex. Si unisce a Valve, Gatlocke e Hunter Cain nell'episodio "I miei nemici".
Hunter Cain
Hunter Cain è un cacciatore di E.V.O. che a differenza di Rex preferisce ucciderli al posto di curarli, è un uomo grosso con una specie di armatura e sempre dotato di una grande arma. In due degli episodi in cui appare si porta dietro dei seguaci tutti con una maschera da hockey rossa proprio come lui. Nell'episodio "I miei nemici" appare insieme a Gatlocke, Valve e Senzafaccia.
Gatlocke
Gatlocke è un pazzo a capo di una banda di predoni che vogliono derubare la Providence nell'episodio "I pirati del deserto", è un uomo alto con i capelli dritti in aria con una bandana rossa e il pizzetto. Ha come armi un cannone laser che spunta dal braccio robotico e due lame parallele. Appare insieme a Hunter Cain, Valve e Senzafaccia in "I miei nemici".
Valve
Un motociclista vestito da samurai che nell'episodio "Velocità" spaccia dei congegni che servono per far andare più veloce con i veicoli, ma che danneggiano chi li usa, appare anche in "I miei nemici" con Hunter Cain, Gatlocke e Senzafaccia.
Quarry
Un E.V.O. completamente fatto di roccia, è sempre in camicia bianca e cravatta ed è il boss della malavita di Hong Kong. La sua particolarità principale è che ha la parte superiore sinistra della testa mancante.
Gatto della giungla
Un E.V.O. che entra a far parte del branco per poco tempo, Van Kleiss lo trasforma in pietra dopo che lui per sbaglio tagliò i suoi tubi di nutrimento. Viene catturato dalla Providence e scappa all'interno della base, fa in seguito un patto con Rex per combattere Van Kleiss come nemico comune. Aiuta i protagonisti in un episodio.

### Nanites
Nanites normali
Micro-robot che si infiltrano tramite la respirazione nei tessuti organici (umani, animali, piante), che, quando si "infettano", trasformano il loro ospite in un mostro chiamato E.V.O. (organismo esponenzialmente variegato) il nome si deve alla Dottoressa Holiday. Van Kleiss dopo aver rubato i poteri di Rex acquista il potere di creare E.V.O.; vengono tutti distrutti dalla cura planetaria di Rex.
Nanite Omega-1
Nanite unico nel suo genere poiché ha un dispositivo auto-replicante che Caesar inventò per poter localizzare Rex e affidato al Dottor Rylander; in seguito fu iniettato nel corpo di Rex. Si scopre che l'Omega-1 si può replicare nell'episodio 33x2.
Meta-Nanites
Cinque Nanites che trasformano in E.V.O. con grandi poteri divini. Ognuno si essi contiene un pezzo del "Codice di Dominio", che consente di controllare la struttura stessa dell'universo e gli elementi che lo compongono. Usati singolarmente permettono di dominare la tecnologia, la gravità, gli elementi naturali, lo spazio-tempo, l'energia e la materia al livello cosmico; ma avendoli tutti e cinque rendono il suo possessore un dio, capace di fare qualsiasi cosa. Contemporaneamente furono presi da Nera Domino (tecnologia) e dai membri del Consorzio, che furono  sconfitti da Rex in forma bio-meccanica omega. In seguito Rex usa il loro potere per avviare la cura planetaria e poi ha ordinato a i cinque Meta-Nanites di autodistruggersi così nessuno li userà più.